# قبيلة أهل رشيدة
أهل رشيدة (بالإنجليزية: Ahl Rachida)‏ هي قبيلة عربية، وتسمى أيضًا أولاد سيدي يعقوب.
وبحسب الكتابات فإن أهل رشيدة ينحدرون من بلدية بني راشد في الجزائر؛ وبعد فترة اتسمت بالاضطرابات السياسية دخلوا في حلف مع الدولة المرينية (القرن الثالث عشر) للسماح لهم بالاستقرار في المغرب.

### قبائل أخرى
- عبدة
- بنو حسان
- بنو معقل
- بني خيران